# الحوائل (فرع العدين)

تعديل مصدري - تعديل

الحوائل هي إحدى قرى عزلة الوزيرة بمديرية فرع العدين التابعة لمحافظة إب، بلغ تعداد سكانها 1205 نسمة حسب تعداد اليمن لعام 2004.